# 225 a. C.
El año 225 a. C. fue un año del calendario romano prejuliano. En el Imperio romano se conocía como el año 529 ab urbe condita.

## Acontecimientos

### Bactria
- Sube al trono de Bactria Eutidemo I.

### Hispania
- El general cartaginés Asdrúbal el Bello funda en el sur de Iberia Qart Hadasht (Cartagena).

### Imperio Seléucida
- Seleuco III Sóter Cerauno sube al trono del Imperio Seléucida tras la muerte de su padre Seleuco II Calínico.

### República Romana
- Consulados de Lucio Emilio Papo y Cayo Atilio Régulo en la Antigua Roma.[1]
- Una coalición de tribus galas cisalpinas (taurinos, taurisces, insubrios, lingones, salasios, agones y boyos), reforzados por gran número de aventureros transalpinos llamados gesatas (gaesati), invaden Italia. Evitando a los romanos en Ariminum, los galos cruzaron los Apeninos para entrar en Etruria saqueando el país.
- Para salir al encuentro de esta invasión, los romanos llamaron a los enemigos de los insubrios, los vénetos del Adriático, los patavinos y los cenomanos, quienes rápidamente movilizaron fuerzas defensivas. Estos ejércitos estaban bajo el mando de los cónsules romanos. Después de la batalla de Fasulas (cerca de Montepulciano) entre los galos y un ejército romano, pierden muchos hombres; las fuerzas romanas combinadas tienen éxito al sobrepasar a los galos y forzar a los invasores hacia la costa de Toscana.

## Fallecimientos
- Seleuco II Calínico, cuarto rey seléucida.